# NEXTA
NEXTA (біл. «нехта» — хтось, дехто) — опозиційний білоруський ЗМІ, що розповсюджується через соцмережі і месенджери. Засновник — Степан Путило.
Станом на травень 2021 року, має 637 тисяч підписників на відеохостингу YouTube та 1,8 млн — на каналах Telegram із загальною назвою NEXTA. Телеграм-канал «NEXTA» є найпопулярнішим у Білорусі.

## Історія

### 2019
Відеоролик «Лукашенко. Уголовные материалы», який був опублікований у жовтні 2019 року, за 5 днів набрав 1 мільйон переглядів на YouTube, а ролик «Лукашенко. Золотое дно», який вийшов 8 березня 2020 року, за 2 дні набрав 2 млн переглядів.

### 2020
У жовтні 2020 року, Білорусь висунула вимогу до польської сторони видати в найкоротший термін засновників телеграм-каналу «NEXTA» Степана Путила та Романа Протасевича.
Також у жовтні, білоруський КДБ вніс засновника проєкту «NEXTA» Степана Путила та колишнього головного редактора телеграм-каналів Романа Протасевича до переліку фізичних осіб, причетних до тероризму.
У тому ж місяці, канал «NEXTA» і його логотип були визнані екстремістськими матеріалами в Білорусі. Репост інформації з «екстремістських джерел» загрожує адміністративною відповідальністю з покаранням у вигляді штрафу чи арешту.

### 2021
23 травня у аеропорту «Мінськ» було здійснено незаплановану посадку літака рейсу FR4978 польської компанії «Buzz» (доньки компанії «Ryanair»), який прямував за маршрутом Афіни — Вільнюс та на борту якого перебував Роман Протасевич. Посадка була зумовлена тим, що на борт літака надійшло повідомлення про мінування, яке виявилося хибним. Для супроводу та посадки літака, за дорученням самопроголошеного президента Білорусі Лукашенка в небо піднявся винищувач Міг-29. Після посадки літака, силовики режиму Лукашенка заарештували Протасевича, якому у Білорусі може загрожувати смертна кара.
У жовтні 2021 року, МВС Білорусі вніс telegram-канал Nexta до списку екстремістських формувань. Створення такого формування або участь у ньому є кримінальним злочином у Білорусі, у зв'язку з чим за законом Білорусі за підписку чи репост матеріалів каналу громадянам загрожує кримінальна відповідальність.

### 2022
31 січня 2022 року, згідно з повідомленням української інформаційної агенції УНН з посиланням на білоруський Telegram-канал «NEXTA», на Олександра Лукашенка був поданий позов до Міжнародного кримінального суду в Гаазі. Польський адвокат Томаш Вілінський звинувачує «громадянина Олександра Лукашенка та його спільників» (Тертеля, Карпенкова та інших) у геноциді та злочинах проти людяності. Заява направлена за підтримки правозахисних організацій та Народного антикризового управління. Вона містить 160 сторінок правового обґрунтування та 40 000 сторінок документів у додатку. Заява подана від імені великої кількості громадян Білорусі, у тому числі від білоруського опозиціонера Павла Латушка.
8 квітня 2022 року Верховний суд Республіки Білорусь визнав Telegram-канали Nexta, Nexta Live і Luxta «терористичною організацією» і заборонив їх діяльність на території країни. Це було зроблено на вимогу генерального прокурора Білорусі.

### 2023
3 травня 2023 року Мінський райсуд засудив Протасевича до 8 років позбавлення волі, а Путилу та Яна Рудика (заочно) — до 20 і 19 років позбавлення волі відповідно. 22 травня 2023 року Протасевича було помилувано.